# Monte Argentera
Monte Argentera (fr. Cime de l'Argentera) – szczyt w Alpach Nadmorskich, części Alp Zachodnich. Leży w północnych Włoszech w regionie Piemont, blisko granicy z Francją. Jest to najwyższy szczyt Alp Nadmorskich. Ma dwa wierzchołki: niższy, północny - Cima Nord dell'Argentera (3286 m) oraz wyższy, południowy - Cima Sud dell'Argentera (3297 m). Szczyt można zdobyć ze schronisk: Rifugio Remondino (2430 m) i Rifugio Genova-Figari (2010 m) od północy lub Rifugio Morelli-Buzzi (2351 m) od południa.
Pierwszego wejścia dokonali William Auguste Coolidge i Christian Alme 18 sierpnia 1879 r.